# The Marine 3: Homefront
Série
The Marine 2
(2009) The Marine 4: Moving Target
(2015)
Pour plus de détails, voir Fiche technique et Distribution.
The Marine 3: Homefront (Le fusilier marin 3: L'invasion au Québec) est un thriller américain réalisé par Scott Wiper, commercialisé le 5 mars 2013.

## Synopsis
En permission dans sa ville natale, l'ex-sergent Jake Carter apprend que sa sœur a été enlevée par une bande de violents extrémistes. Pour la secourir, Carter se lance seul dans une attaque téméraire dirigée contre leurs base d'opérations … Et découvre que le chef impitoyable du groupe prépare un attentat terroriste meurtrier. Alors que le massacre est imminent, le héros américain comprend qu'il est seul à pouvoir l’empêcher, mais qu'il devra peut-être se résoudre au sacrifice suprême afin d’épargner la vie de milliers d’innocents.

## Fiche technique
- Titre français et original : The Marine 3 : Homefront
- Titre québécois : Le fusilier marin 3: L'invasion
- Réalisation : Scott Wiper
- Distribué par : 20th Century Fox, WWE Films
- Pays d'origine :  États-Unis
- Langue : Anglais
- Date de sortie : 2013
- Genre : action, thriller

## Distribution

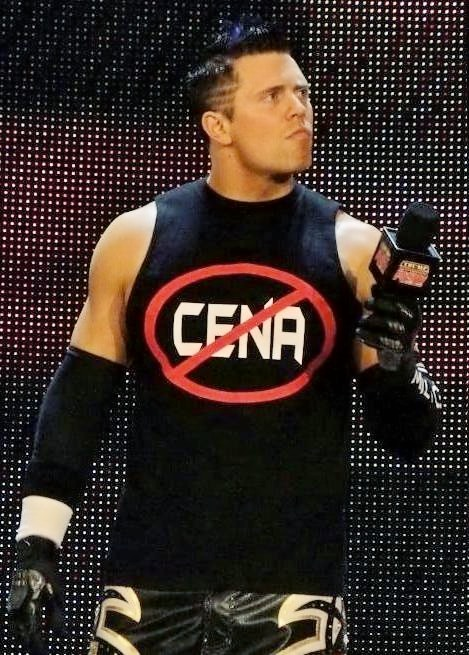
The Miz incarne le rôle principal dans le film.

- The Miz (VFB : Nicolas Matthys ; VQ : Frédéric Paquet) : le sergent Jake Carter
- Neal McDonough (VFB : Martin Spinhayer ; VQ : Tristan Harvey) : Jonah Pope
- Ashley Bell (VFB : Audrey D'Hulstère ; VQ : Ariane-Li Simard-Côté) : Lilly Carter
- Camille Sullivan (VFB : Nathalie Hugo ; VQ : Pascale Montreuil) : Amanda Carter
- Michael Eklund (VFB : Michelangelo Marchese ; VQ : Claude Gagnon) : Eckert
- Jeffrey Ballard (VFB : Fabian Finkels ; VQ : Xavier Dolan) : Darren
- Darren Shahlavi (VFB : Erwin Grünspan) : Cazel
- Jared Keeso (VFB : Sébastien Hébrant ; VQ : Gilbert Lachance) : le shérif Harkin
- Ben Cotton (VFB : Pierre Lognay) : Jackson
- Steve Bacic (VFB : Franck Dacquin) : l'agent Wells
- Sean Tyson (VFB : Michel Hinderyckx) : Murray
- Darcy Laurie (VFB : Fabrice Boutique) : Teddy
- Aleks Paunovic (VFB : Jean-Michel Vovk) : Gabriel
- Nicola Anderson (VFB : Marielle Ostrowski) : l'agent Thompson
- Tony Alcantar (VFB : Julien Roy) : Glen
- Michael Adamthwaite : Payton
- Paul Lazenby : Kirk
- Teach Grant : Brooks
- Phillip Mitchell : Leo
- Reese Alexander (VQ : Jean-François Beaupré) : l'agent Wells

Source et légende : Version québécoise (VQ) sur Doublage QC.

## Production
The Marine 3: Homefront est la suite du film The Marine mettant en scène John Cena et de The Marine 2 mettant en scène Ted DiBiase. Le 25 février 2012, les WWE Studios annonce un troisième film en collaboration avec 20th Century Fox Home Video. 20th Century Fox s'occupera de la distribution en DVD, de vidéo à la demande, et en ligne. WWE Studios a également fait la promotion du film à la télévision et sur Internet. Le 28 mars 2012, il est rapporté que Randy Orton devait incarner le principal protagoniste du film et Orton lui-même l'annonce sur son compte Twitter. Cependant, il est annoncé le 3 avril 2012 que Randy Orton ne tiendra finalement pas le rôle.
Le 30 avril 2012, il est annoncé que Mike « The Miz » Mizanin remplacera Orton pour le rôle principal du film. Certains ont été surpris de l'apparition de Miz dans le film. Le 11 juin 2012, il est annoncé que Ashley Bell et Neal McDonough avaient rejoint le casting. Scott Wiper était en ligne de mire pour réaliser le film et écrire le script. Le tournage débute à l'été 2012 et a été entièrement effectué à Vancouver.